# Wielka wojna (film)
Wielka wojna  (wł. La grande guerra) – włosko-francuski komediodramat wojenny z 1959 roku w reżyserii Mario Monicellego.
W 1959 film zdobył główną nagrodę Złotego Lwa na 20. MFF w Wenecji i stał się oficjalnym włoskim kandydatem do rywalizacji o 32. rozdanie Oscara w kategorii filmu nieanglojęzycznego.

## Obsada
- Alberto Sordi jako Oreste Jacovacci
- Vittorio Gassman jako Giovanni Busacca
- Silvana Mangano jako Costantina
- Folco Lulli jako Bordin
- Bernard Blier jako kapitan Castelli
- Romolo Valli jako Gallina
- Vittorio Sanipoli jako maggiore Segre
- Nicola Arigliano jako Giardino
- Tiberio Murgia jako Rosario Nicotra
- Livio Lorenzon jako Battiferri
- Ferruccio Amendola jako de Concini
- Carlo D'Angelo jako kapitan Ferri

## Produkcja
Zdjęcia kręcono w regionach Friuli-Wenecja Julijska (m.in. Palmanova, prowincja Udine) oraz Kampania (San Pietro Infine).